# Stuart Kelly
Stuart Kelly (1 de agosto de 1981 en Glasgow) es un exfutbolista escocés que jugaba como delantero.

## Carrera
En 1997 pasó al primer equipo del Rangers. Sin embargo, no logró realizar ninguna aparición con los Gers y en 2001 pasó al Shettleston para luego firmar con el East Stirlingshire en 2002. En 2004 viajó a Nueva Zelanda para integrarse en el recién fundado Canterbury United. Luego de tres años, en los cuales obtuvo el subcampeonato del Campeonato de liga en la temporada 2005/06, se mudó a Australia en 2008 para jugar en el Oakleigh Cannons y el South Melbourne. En 2009 regresó a tierras neozelandesas tras firmar con el Otago United. Sus buenas actuaciones lo llevaron a que el Auckland City lo contratara, con quien conquistó la Liga de Campeones de la OFC 2010/11. En 2011 pasó al Khonkaen tailandés y tuvo cortos pasos por clubes finlandeses a préstamo durante su período en Tailandia. En 2014 regresó al Canterbury United y en el receso jugó la fase preliminar de la Liga de Campeones de la OFC 2014 con el Puaikura de las Islas Cook. En 2015 dejó el club y firmó con el Southern United. Se retiró en 2016.

### Clubes
| Club                             | País          | Año         |
| -------------------------------- | ------------- | ----------- |
| Rangers Football Club            | Escocia       | 1997 - 2001 |
| Shettleston Football Club        | Escocia       | 2001 - 2002 |
| East Stirlingshire Football Club | Escocia       | 2002 - 2004 |
| Canterbury United                | Nueva Zelanda | 2004 - 2007 |
| Oakleigh Cannons Football Club   | Australia     | 2008        |
| South Melbourne Football Club    | Australia     | 2008 - 2009 |
| Otago United                     | Nueva Zelanda | 2009 - 2010 |
| Auckland City Football Club      | Nueva Zelanda | 2010 - 2011 |
| Khonkaen Football Club           | Tailandia     | 2011 - 2013 |
| Oulun Palloseura (a préstamo)    | Finlandia     | 2012        |
| Pallo-Kerho 37 (a préstamo)      | Finlandia     | 2013        |
| Canterbury United                | Nueva Zelanda | 2014        |
| Puaikura Football Club           | Islas Cook    | 2014        |
| Canterbury United Dragons        | Nueva Zelanda | 2014 - 2015 |
| Southern United Football Club    | Nueva Zelanda | 2015 - 2016 |